# Voivodato di Zamość

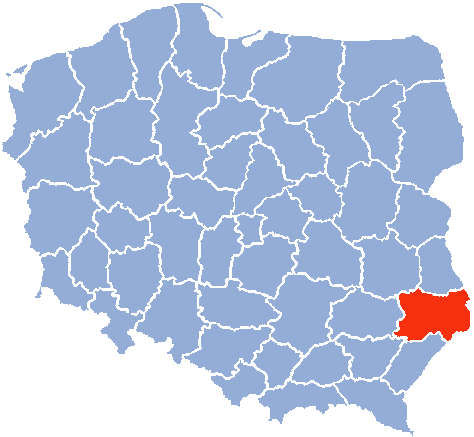
Voivodato di Zamość

Il voivodato di Zamość (in polacco: województwo zamojskie) è stato un'unità di divisione amministrativa e governo locale della Polonia negli anni dal 1975 al 1998. Con la riforma dei voivodati del 1999, è stato sostituito dal voivodato di Lublino.
Capitale: Zamość

## Principali città (popolazione nel 1995)
- Zamość (66.300)
- Biłgoraj (26.400)
- Tomaszów Lubelski (21.200)
- Hrubieszów (20.200)